# (4948) Hideonishimura
(4948) Hideonishimura – planetoida z pasa głównego asteroid okrążająca Słońce w ciągu 3 lat i 69 dni w średniej odległości 2,17 j.a. Została odkryta 3 listopada 1988 roku w obserwatorium Nihondaira. Początkowo odkrycie przypisane astronomom Watariemu Kakei, Minoru Kizawie i Takeshiemu Uracie, później uznane za odkrycie zespołowe zespołu Stacji Oohira Obserwatorium Nihondaira.
Nazwa planetoidy pochodzi od Hideo Nishimury (ur. 1949), japońskiego astronoma amatora, współodkrywcy komety C/1994 N1 (Nakamura-Nishimura-Machholz) oraz 9 gwiazd nowych. Nazwa została zaproponowana przez S. Kaneko. Przed nadaniem nazwy planetoida nosiła oznaczenie tymczasowe (4948) 1988 VF1.